# Obrium constricticolle
Obrium constricticolle là một loài bọ cánh cứng trong họ Cerambycidae.